# Maki Engineering
Maki Engineering foi uma construtora japonesa de Fórmula 1. Fundada por Kenji Mimura, participou das temporadas de 1974, 1975 e 1976.

## História

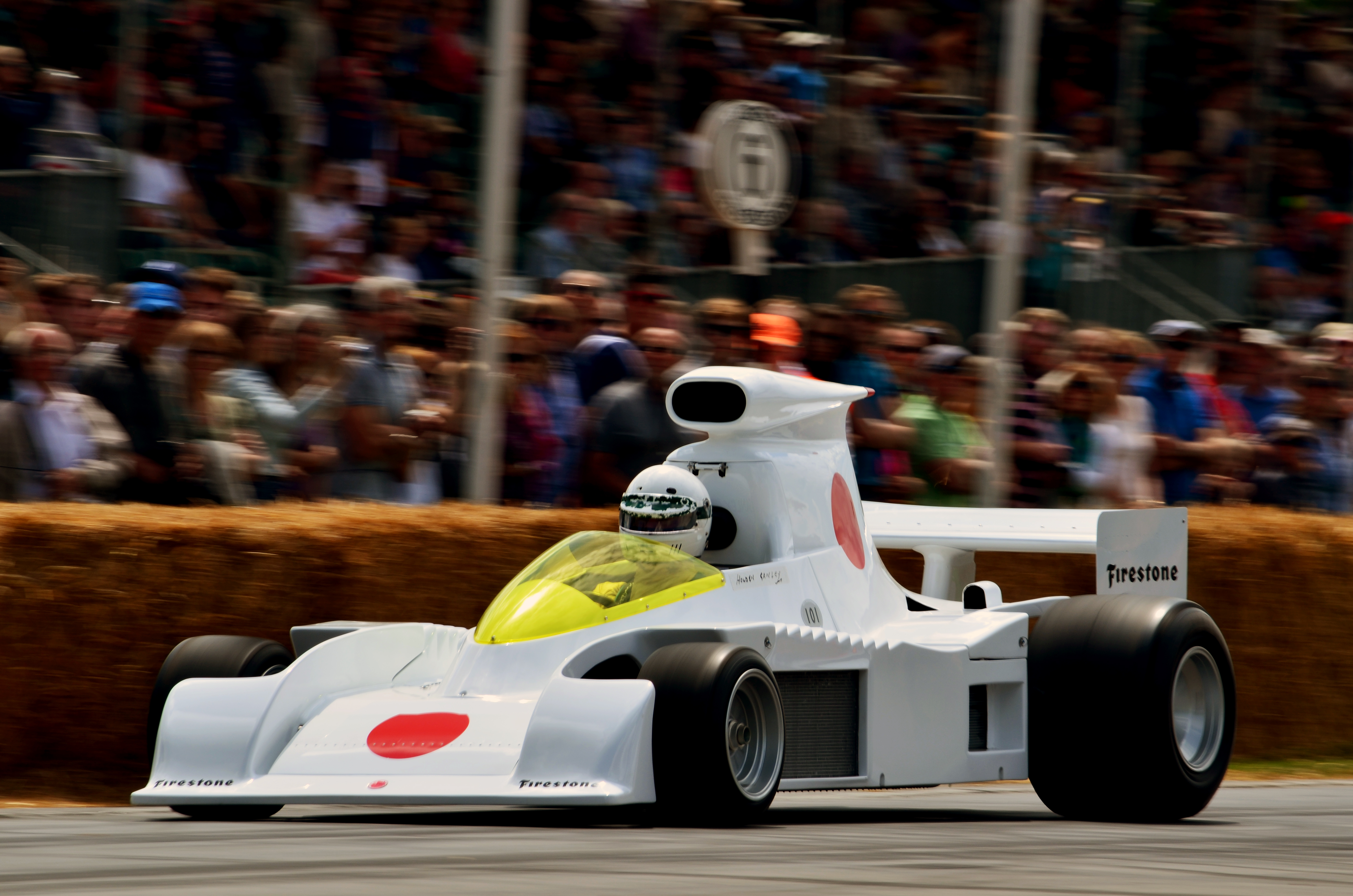
O Maki F101.

Com a saída da equipe Honda da Fórmula 1, no final de 1968, o Japão ficou sem representantes na categoria, até que no início de 1974, Kenji Minura anunciou a construção do Maki. O modelo F101, equipado com motor Ford Cosworth, e pilotado pelo neozelandês Howden Ganley, ficou pronto para o GP da Grã-Bretanha, mas o carro fez apenas o 32º tempo na classificação, ficando de fora da corrida. Duas semanas depois, nos treinos para o GP da Alemanha, Ganley sofreu um grave acidente, fraturando os tornozelos depois da suspensão do carro quebrar. 
Depois de tentar se inscrever para os GPs de Bélgica e Suécia com o australiano Dave Walker (desistiu posteriormente), o carro só voltaria a aparecer, revisado e denominado Maki F101-C no GP da Holanda de 1975, com o japonês Hiroshi Fushida, que também tentou classificar o carro para o GP da Inglaterra antes de passar a condução do carro para o inglês Tony Trimmer, que também falhou em três tentativas, na Alemanha, Áustria e Itália. A única oportunidade de efetivamente disputar uma corrida foi no Grande Prêmio da Suíça de 1975, prova não oficial de 1975, quando o carro terminou em 13º.
Trimmer ainda tentou classificar o carro para o primeiro GP disputado no Japão, em 1976, que deu o título da temporada ao seu compatriota James Hunt, mas novamente falhou. Os carros da Maki tentaram se classificar para a largada em oito GP's. A única prova que teve a participação um carro da equipe no grid foi no Grande Prêmio da Suíça de 1975 (corrida extracampeonato), em Dijon-Prenois, com Trimmer largando em 16º lugar e chegando em 13º, 6 voltas atrás do vencedor Clay Regazzoni (Ferrari).